# Morris Bercov
Maurice 'Morris' Bercov (ook wel 'Morrie' of 'Morry'),  21 maart 1904 - Vancouver, 29 september 1966) was een Amerikaanse houtblazer in de jazz.

## Biografie
Bercov speelde eind jaren 20 met de Original Wolverines rond Jimmy en Dick McPartland, hiermee maakte hij zijn eerste plaatopnames, voor Brunswick Records ("Sonny Boy“). In die tijd nam hij ook op met Charles Pierce, het orkest van Danny Altier (met o.a. Muggsy Spanier, Jess Stacy, George Wettling) en Louis Panico and His Orchestra. In de jaren 30 werkte hij in New York, in de jaren 50 was hij als studiomuzikant actief in Los Angeles. tevens werkte hij mee aan filmmuziek, o.a. voor The Desert Rats (film) (1953) en Around the World in Eighty Days (1956). Hij werkte mee aan opnames voor Frank Sinatra (I'm Gonna Live Till I Die en Blues in the Night, 1958) en was actief voor Louis Armstrong, in wiens orkest hij in 1950 optrad voor Bing Crosby's radioshow. Verder speelde hij in de orkesten van Red Nichols, Pete Rugolo, Alexander 'Sandy' Courage en (in 1958) Maxwell Davis (Tribute to Artie Shaw). In de jazz speelde hij tussen 1927 en 1958 mee op 14 opnamesessies.
Tijdgenoot Tut Soper omschreef Bercov als een sarcastisch en moeilijk persoon. In muzikaal opzicht werd hij beïnvloed door Frank Teschemacher.